# Torneo de Oeiras 2014
El Torneo de Oeiras o Portugal Open (Anteriormente llamado Estoril Open) es un evento de tenis perteneciente al ATP World Tour en la categoría ATP World Tour 250 y a la WTA en la categoría WTA International Tournaments. Se juega del 26 de abril al 4 de mayo en Oeiras (Portugal).

## Cabezas de serie

### Individuales masculinos
| Tenista                | Ranking | Preclasificado |
| Tomáš Berdych          | 6       | 1              |
| Milos Raonic           | 9       | 2              |
| Marcel Granollers      | 31      | 3              |
| Guillermo García-López | 32      | 4              |
| Dmitry Tursunov        | 34      | 5              |
| João Sousa             | 40      | 6              |
| Teimuraz Gabashvili    | 55      | 7              |
| Mikhail Kukushkin      | 57      | 8              |

### Dobles masculinos
| Tenista                              | Ranking | Preclasificado |
| Marcel Granollers Marc López         | 43      | 1              |
| Pablo Cuevas David Marrero           | 53      | 2              |
| Mariusz Fyrstenberg Marcin Matkowski | 55      | 3              |
| Santiago González Scott Lipsky       | 75      | 4              |

## Cabezas de serie

### Individuales femeninos
| Tenista              | Ranking | Preclasificada |
| Carla Suárez Navarro | 16      | 1              |
| Eugenie Bouchard     | 18      | 2              |
| Samantha Stosur      | 19      | 3              |
| Roberta Vinci        | 20      | 4              |
| Kaia Kanepi          | 23      | 5              |
| Lucie Šafárová       | 26      | 6              |
| Svetlana Kuznetsova  | 29      | 7              |
| Yelena Vesnina       | 33      | 8              |

### Dobles femeninos
| Tenista                                        | Ranking | Preclasificada |
| Cara Black Sania Mirza                         | 11      | 1              |
| Anabel Medina Garrigues Arantxa Parra Santonja | 68      | 2              |
| Liezel Huber Lisa Raymond                      | 78      | 3              |
| Janette Husárová Barbora Záhlavová-Strýcová    | 81      | 4              |

## Campeones

### Individuales masculinos
Carlos Berlocq venció a  Tomáš Berdych por 0-6, 7-5, 6-1

### Individuales femeninos
Carla Suárez Navarro venció a  Svetlana Kuznetsova por 6-4, 3-6, 6-4

### Dobles masculinos
Santiago González /  Scott Lipsky vencieron a  Pablo Cuevas /  David Marrero por 6-3, 3-6, [10-8]

### Dobles femeninos
Cara Black /  Sania Mirza vencieron a  Eva Hrdinová /  Valeria Solovyeva por 6-4, 6-3